# Peroj
Peroj (wł. Peroi) – wieś w Chorwacji, w żupanii istryjskiej, w mieście Vodnjan. W 2011 roku liczyła 833 mieszkańców.
Jest położona na Istrii, nad Fažanskim kanalem, na wysokości 51 m n.p.m., 10 km na północny zachód od Puli. Miejscowa gospodarka oparta jest na rolnictwie.
Pierwsza historyczna wzmianka o miejscowości pochodzi z 804 roku. W średniowieczu należała do archidiecezji raweńeńskiej oraz rodów Morosinich i Castropola. W XVI wieku opustoszała w wyniku zarazy. Podjęto następnie nieudane próby akcji osadniczych ludności włoskiej i greckiej. W 1657 roku osiedlono ludność czarnogórską z okolic Baru, która zachowała swoją tożsamość narodową do czasów współczesnych.